# Шарац, Милан
Милан Шарац (серб. Милан Шарац; 1917, Джедовцы — 7 июня 1943, Крекови) — югославский партизан, участник Народно-освободительной войны, Народный герой Югославии.

## Биография
Родился в 1917 году в селе Джедовцы близ Сокоца. Работал землепашцем до войны. В 1941 году после начала войны вступил в Коммунистическую партию и партизанское движение. Нёс службу в 1-й пролетарской ударной бригаде в 6-м Белградском батальоне.
Был убит 7 июня 1943 в селе Крекови близ Тьентиште во время битвы на Сутьеске. 5 июля 1951 был посмертно награждён званием Народного героя Югославии.